# Il terremoto in Cile
Il terremoto in Cile (Das Erdbeben in Chili) è un racconto dello scrittore tedesco Heinrich von Kleist pubblicato nel 1807 sulla rivista letteraria Morgenblatt für gebildete Stände col titolo "Jeronimo und Josephe" e raccolto infine in volume nel 1810 col titolo "Das Erdbeben in Chili". L'evento catastrofico che dà il titolo al racconto è il disastroso terremoto che nella notte del 13 maggio del 1647 devastò la città di Santiago del Cile.

## Trama
Il giovane pedagogo Jeronimo Rugera ama di nascosto la sua allieva Josephe, figlia del ricco patrizio Don Henrico Asteron. Quando costui se ne accorge, scaccia di casa Jeronimo e chiude la figlia in convento. Ma i due giovani riescono a incontrarsi anche tra le sacre mura; Josephe resta però incinta e viene colta dalle doglie del parto sui gradini della cattedrale durante la processione del Corpus Domini. Lo scandalo è tale che i due giovani vengono arrestati. Per ordine dell'arcivescovo, Josephe è sottoposta a uno spietato processo in seguito al quale è condannata al rogo, pena commutata dal viceré nella decapitazione. Nel carcere in cui è rinchiuso, Jeronimo ascolta impotente il suono delle campane che accompagnano Josephe al patibolo; disperato sta per impiccarsi, «quando improvvisamente la maggior parte della città, con un frastuono come se crollasse il firmamento, sprofondò ogni essere vivente sotto le macerie».
Grazie al terremoto, Jeronimo e Josephe sono liberi. Dopo essersi ritrovati tra le macerie, i due trascorrono due giorni insieme col loro figlioletto Filippo e con un gruppo di altri scampati alla catastrofe. I sopravvissuti vivono esperienze di solidarietà e di benevolenza reciproca: Josephe allatta anche il figlioletto di Fernando Ormez, la cui moglie, rimasta ferita, non può allattare. I sopravvissuti si recano infine alla chiesa dei Domenicani, l'unica che il terremoto avesse risparmiato a Santiago, per assistere a un Te Deum; ma qui un predicatore attribuisce il terremoto all'ira divina per il peccato commesso da Josephe e Jeronimo nel convento delle Carmelitane. Mastro Pedrillo, un calzolaio, riconosce Josephe e la addita alla folla. Jeronimo, Josephe e il figlioletto di Fernando Ormez, scambiato per il piccolo Filippo, sono linciati dai fedeli,nonostante la strenua difesa di Ormez e dell'amico Alonzo Onoreja. I coniugi Ormez, il cui figlioletto è stato massacrato, adottano il piccolo orfano.

## Storia editoriale
Il terremoto in Cile fu quasi certamente concepito e ultimato da Kleist non più tardi dell'autunno 1806 durante la sua permanenza a Königsberg. Nel gennaio 1807 Kleist fu arrestato dai francesi e imprigionato a Châlons-sur-Marne, in Francia, dove rimase prigioniero fino al successivo mese di luglio. Durante la prigionia di Kleist il manoscritto pervenne nelle mani di Otto von Rühle, amico di lunga data di Kleist, il quale lo inviò all'editore Johann Friedrich Cotta perché fosse pubblicato sulla rivista Morgenblatt für gebildete Stände. Ritornato in patria dalla prigionia e conosciuta la sorte del racconto, il 17 settembre 1807 Kleist scrisse da Dresda una lettera a Cotta pregandolo di non pubblicarlo e di restituirgli il manoscritto. Kleist aveva infatti intenzione di pubblicare Il terremoto in Cile in un volume illustrato da Ferdinand Hartmann. Il racconto tuttavia era già stato pubblicato a puntate sul Morgenblatt dal numero 217 del 10 settembre 1807 al numero 221 del 15 settembre 1807, col titolo «Jeronimo und Josephe. Eine Szene aus dem Erdbeben zu Chili, vom Jahr 1647». Il racconto, il primo dei racconti di Kleist che abbia mai visto la luce, fu inserito con minimi ritocchi nel primo volume degli Erzählungen (Racconti), pubblicati nel 1810 da Reimer.

## Edizioni
- Heinrich von Kleist, «Jeronimo und Josephe. Eine Szene aus dem Erdbeben zu Chili, vom Jahr 1647», Morgenblatt für gebildete Stände, numeri 217-221, 10-15 settembre 1807
- Heinrich von Kleist, «Das Erdbeben in Chili». In: Heinrich von Kleist, Erzählungen, Band 1, Berlin: Reimer, 1810
- Heinrich von Kleist, Racconti, Vol. 1; traduzione e introduzione di Ervino Pocar, Lanciano: R. Carabba, stampa 1922
- Heinrich von Kleist, Terremoto al Cile: racconto, Roma: Documento, 1944
- Heinrich von Kleist, Racconti; a cura di Luisa Vertova, Milano: Bompiani, 1945
- Heinrich von Kleist, Il brigante galantuomo; La marchesa di O...;Terremoto nel Cile; traduzione di Giovanna Federici Ajroldi e Bruno Maffi, Collezione Biblioteca Universale Rizzoli 415-416, Milano: Rizzoli, 1952; edizione del 2001 con introduzione di Emilio Bonfatti, ISBN 88-17-16968-4
- Heinrich von Kleist, I racconti; introduzione di Giuliano Baioni; traduzione di Andrea Casalegno, Milano: Garzanti, 1988, ISBN 88-11-58197-4
- Heinrich von Kleist, Tutti i racconti; a cura di Marina Bistolfi ; con un saggio critico di Thomas Mann, Milano: A. Mondadori, 1997, ISBN 88-04-43288-8

## Adattamenti
- Il terremoto in Cile (Das Erdbeben in Chili) film del 1975 diretto da Helma Sanders-Brahms[6].
- Il terremoto in Cile, adattamento teatrale del 2018 di Patrizia Zappa Mulas con la regia di Michele Suozzo[7].